# Tátrai Nemzeti Park
A Tátrai Nemzeti Park (szlovákul Tatranský národný park, TANAP) Szlovákia legrégibb és legnagyobb nemzeti parkja. Egy 1948-ban hozott törvény alapján 1949 óta szolgálja a Magas-Tátra védelmét és 1987-ben terjesztették ki a Nyugati-Tátra (más néven Liptói-havasok) területére. Jelképe a zerge, igazgatósága Tátracsorbán működik.
Itt található a Kárpátok legmagasabb pontja, a Gerlachfalvi-csúcs (2655 m). 1993 óta a lengyelországi Tátrai Nemzeti Parkkal (TPN) az UNESCO bioszféra-rezervátumai közé tartozik.
600 turistaösvénye és 16 jelölt és karbantartott kerékpárútja van.

## Fekvése
A nemzeti park a Magas-Tátra és az ettől nyugatra fekvő Nyugati-Tátra hegységek nagy részét foglalja magába a szlovák–lengyel országhatár mentén, mellyel a Magas-Tátra főgerincének nyugati és a Nyugati-Tátra főgerincének keleti része egybeesik. Területe 738 km², amihez 307 km² nagyságú védőövezet kapcsolódik.
A Zsolnai kerület Liptószentmiklósi és Turdossini járásainak, továbbá az Eperjesi kerület Késmárki és Poprádi járásainak területeire terjed ki. A Magas-Tátra nagy része Magastátra városhoz tartozik, mely Szlovákia második legnagyobb területű települése (2007-ig, Csorbató kiválásig a legnagyobb volt), mintegy ötöde pedig a lengyelországi Tátrai Nemzeti Parkhoz.

## Vizei
A nemzeti park területén húzódik a Fekete-tenger és a Balti-tenger vízgyűjtő területe közötti nagy európai vízválasztó vonal. A felszíni vizeket negyven patak gyűjti össze, melyek a hegység határain kívül négy folyóban egyesülnek. A Dunajec és a Poprád a Magas-Tátrából a Visztulába majd a Balti-tengerbe, míg az Árva és a Fehér-Vág a Nyugati-Tátrából a Vágon és a Dunán át a Fekete-tengerbe szállítja a vizet.
A magas csapadékmennyiség, az alacsony párolgás és az erősen tagolt felszín okozzák a Tátra magas (50 l/s/km²) átlagos vízhozamát. A hegyvidék a nagy mennyiségű csapadék lefolyását jelentősen lelassítja, amiben a hordalékkúpok, a morénák és a törpefenyőerdők játszanak fontos szerepet, a felszíni vizek ásványianyag-tartalma azonban alacsony.
A patakok vízhozama a téli hónapokban a legalacsonyabb, amikor a csapadék nagy része hó és jég formájában a hegyeken marad. Az áprilisban meginduló olvadás a nyár elején éri el csúcspontját, ekkor tetőzik a patakok vízhozama. Ez eltér Szlovákia más, alacsonyabb hegységekben eredő folyóinak vízjárásától, mivel azok a korábbi olvadás miatt tavasszal tetőznek. A vízhozam sajátos ingadozását azonban a Tátrában eredő patakok viszonylag nagy távolságban is fenntartják.
Szlovákia általában szegény természetes tavakban, de a Tátra területe kivétel ez alól. Az itt található tavak számára vonatkozóan sokféle különböző adat ismert, mivel a magashegységi tavak természetes okokból fokozatosan eltűnnek, emiatt nehéz pontosan alkalmazható meghatározást adni arra, mi számít tónak és mi nem. A különböző források 121 és 189 közé teszik számukat. Nagy többségük a Magas-Tátrában található, ahol a hegylánc szlovákiai oldalán mintegy 100 található, melyek együttes felülete körülbelül 3 km².
A tátrai tavak az utolsó eljegesedés időszakának termékei. Az olvadó gleccserekből származó víz feltöltötte a különböző mélyedéseket, melyek némelyike a jégárak eredésénél található kerek hógyűjtő medence volt. Az így kialakult tengerszemek közül a legnagyobb a Nagy-Hincó-tó, a legmagasabban pedig a Kis-Tarpataki-völgyben található Kék-tavacska fekszik, 2192 méteren. A völgyek alsóbb részein és a hegylábak vonalában szintén glaciális eredetű morénatavak találhatók, ilyen például a Poprádi-tó a Menguszfalvi-völgyben.

## Élővilága
A nemzeti park 2/3-át lucfenyő-, ill. jegenyefaerdő borítja. A park élővilága között endemikus fajok is szerepelnek, mint például a mormota, a tátrai zerge vagy a szirti sas.

## Képek

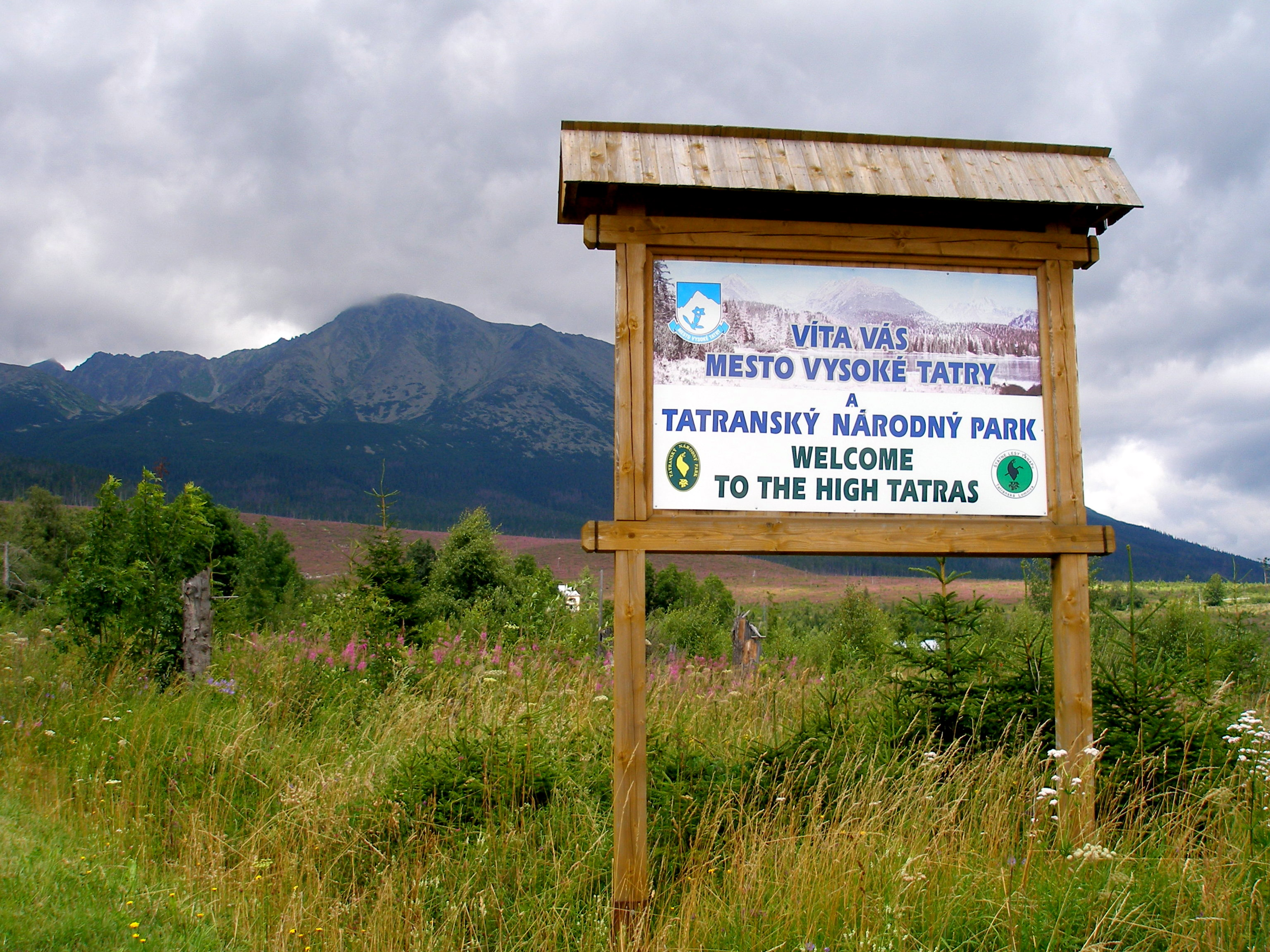
Köszöntő szlovák és angol nyelven
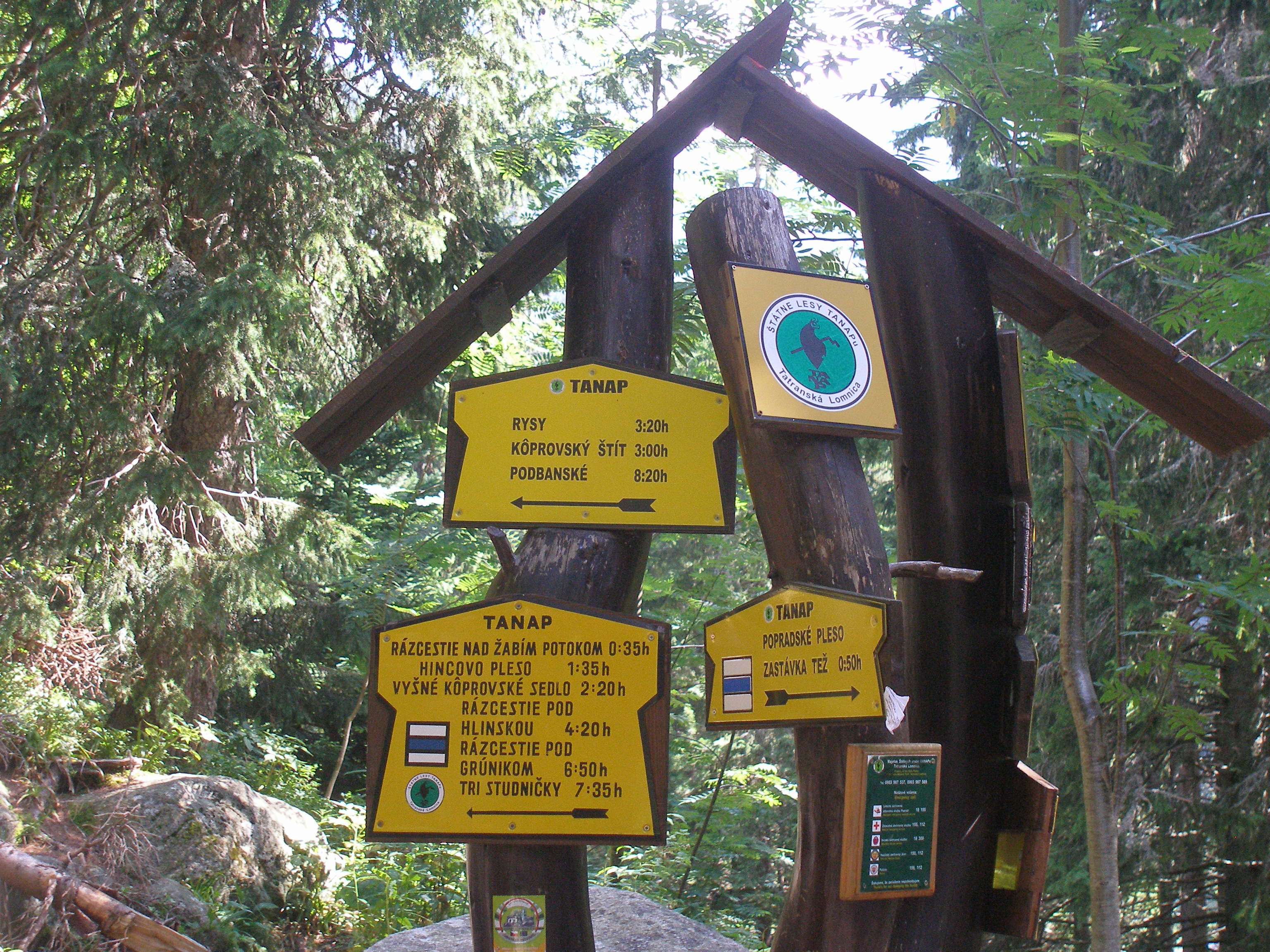
Tájékoztató táblák szlovák nyelven
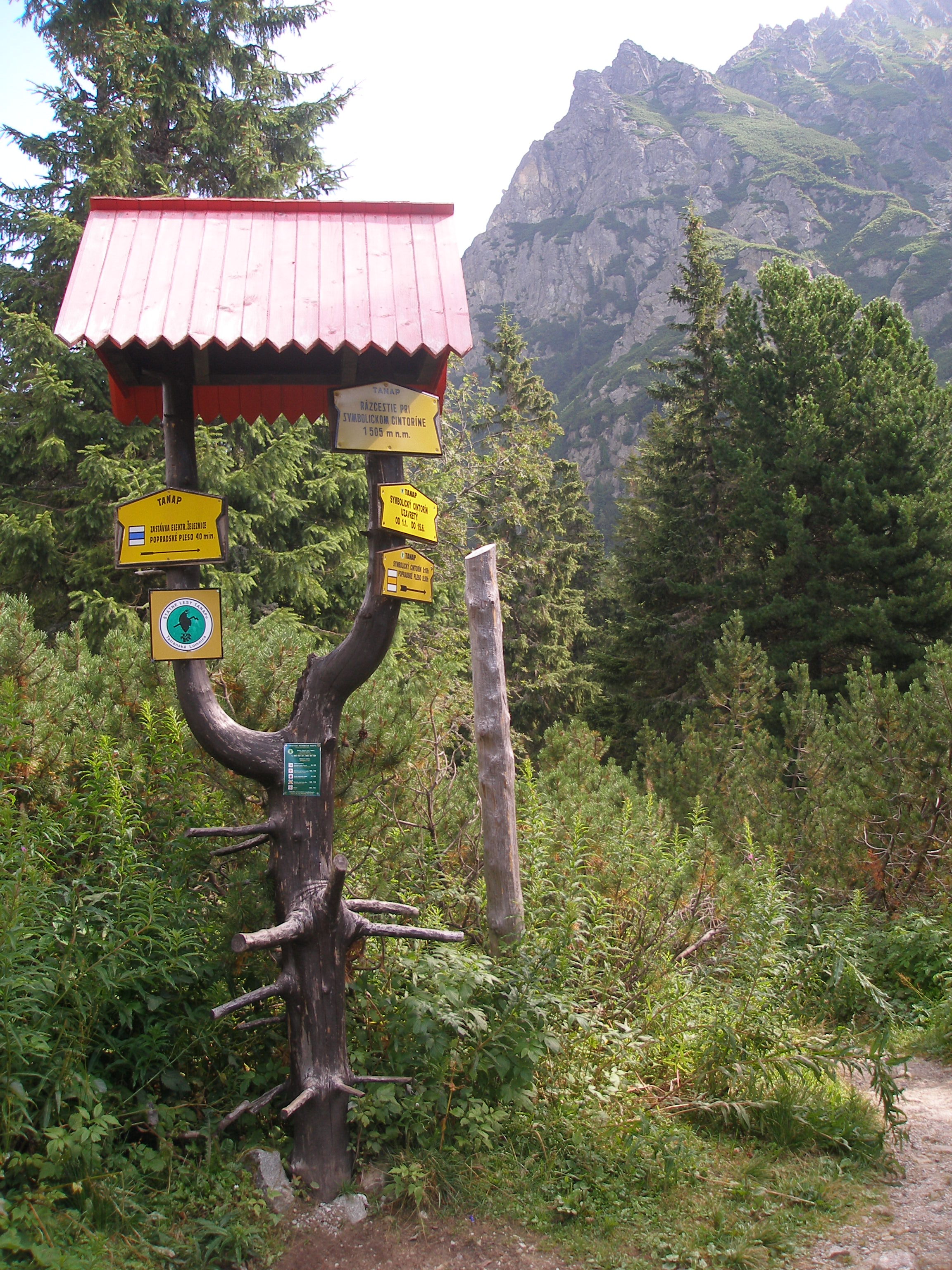
További tájékoztató táblák szlovák nyelven
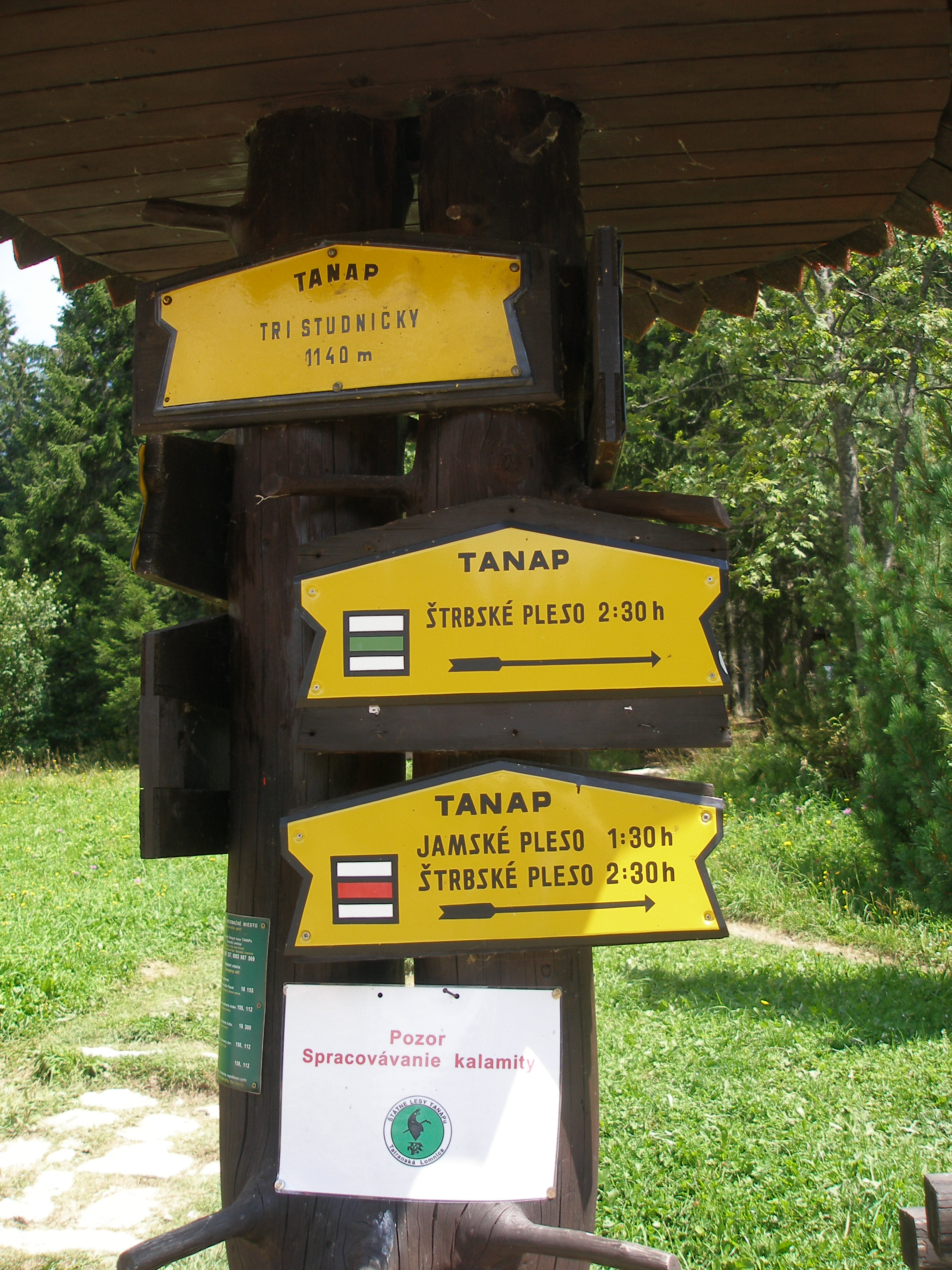
Táblák szlovák nyelven
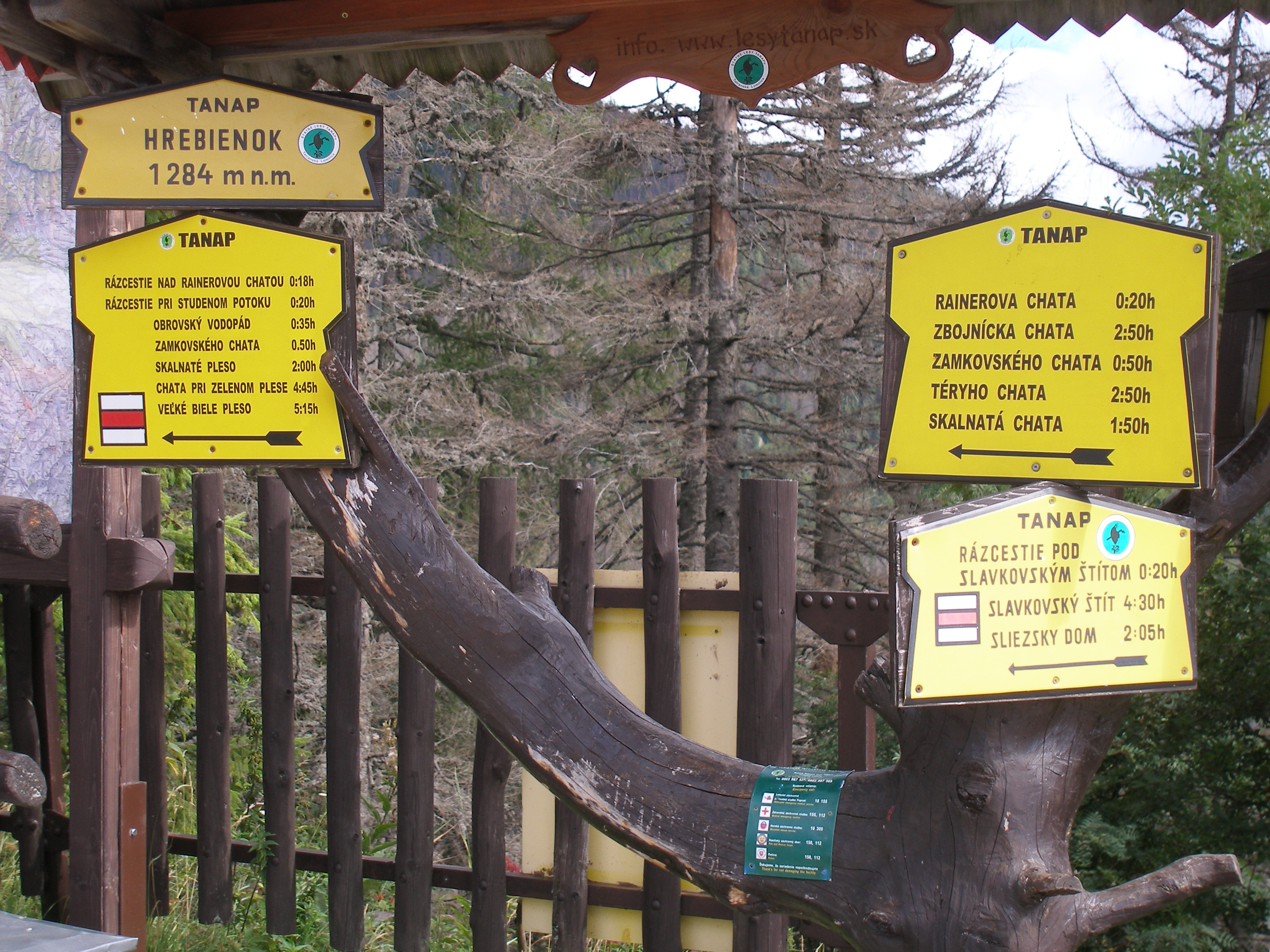
Táblák mutatják az irányt és a menetidőt
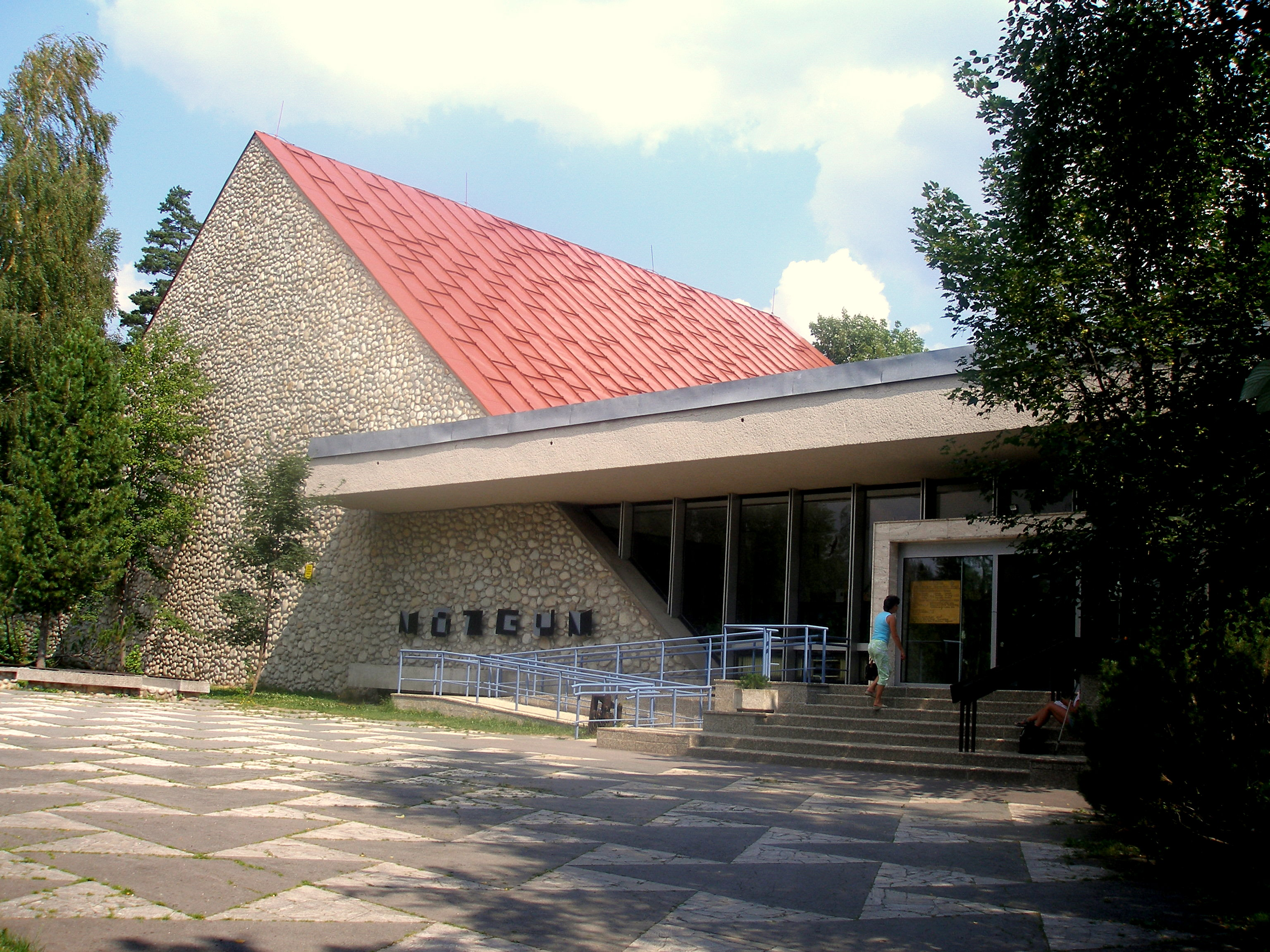
A nemzeti park múzeuma Tátralomnicon
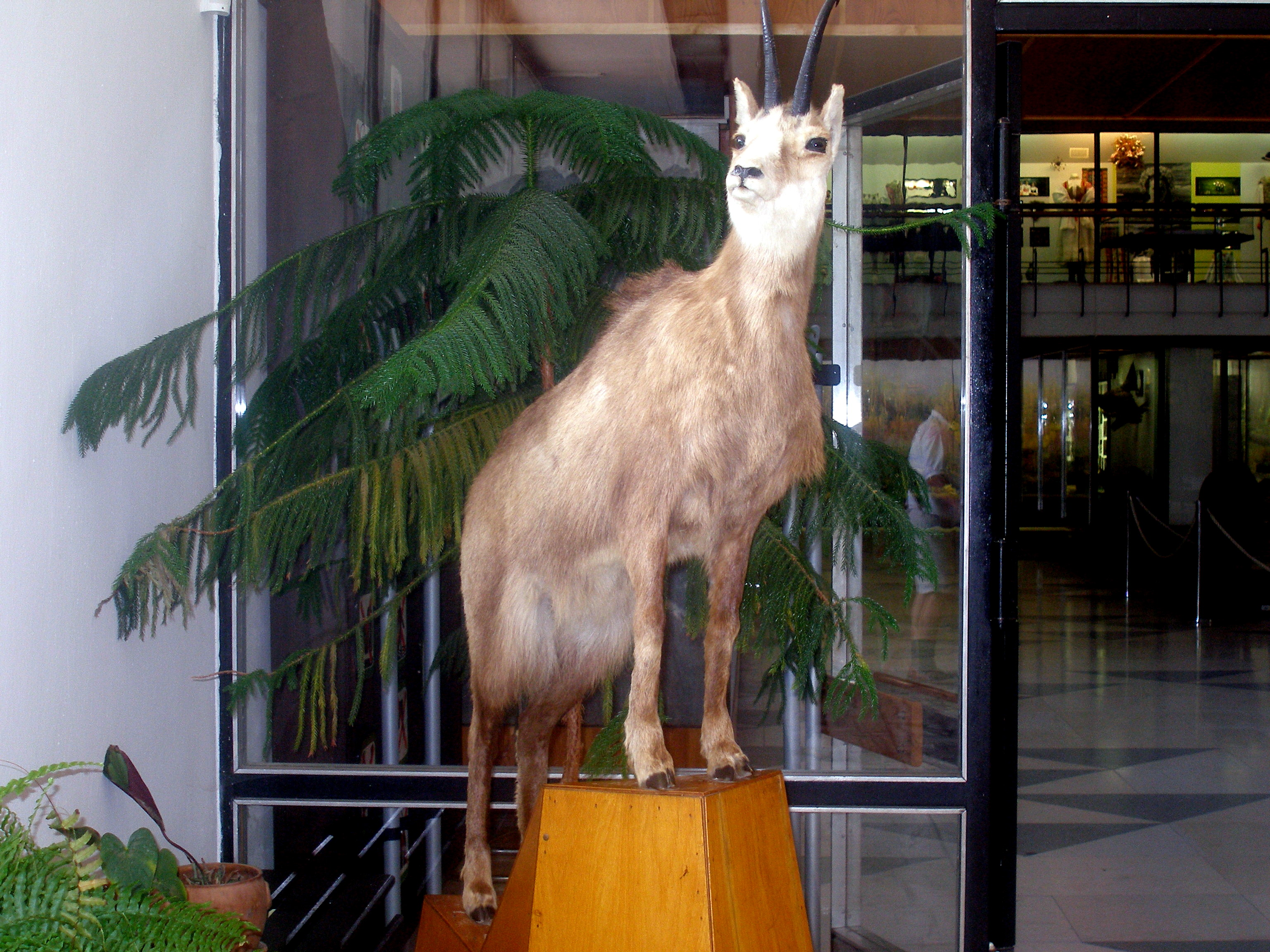
Egy kitömött zerge a múzeumban
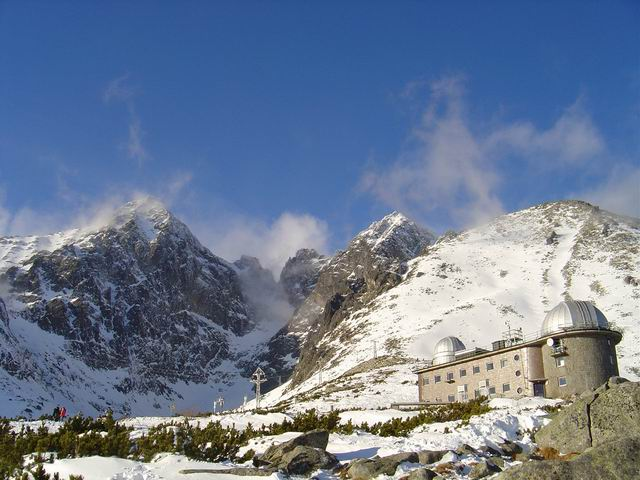
Obszervatórium a Kő-pataki-tónál

## Külső hivatkozások
- A TANAP honlapja
- Látogatási rend – Magas-Tátra.info